# A Hole in My Heart
Pour plus de détails, voir Fiche technique et Distribution.
A Hole in my heart (Ett hål i mitt hjärta) est un film suédois réalisé par Lukas Moodysson, sorti en 2004. Il fait partie de la sélection Visions au Festival international du film de Toronto 2004.

## Synopsis
Dans un appartement en Suède, une femme, un homme et un ami tournent un film pornographique pendant que le fils adolescent de l'homme reste dans sa chambre...

## Fiche technique
- Titre original : Ett hål i mitt hjärta
- Titre français : A Hole in my heart
- Réalisation : Lukas Moodysson
- Scénario : Lukas Moodysson
- Pays d'origine : Suède
- Format : Couleurs - 35 mm - 1,85:1 - Dolby Digital
- Pays :  Suède
- Genre : Drame, pornographie
- Durée : 98 minutes
- Date de sortie : 2004
- Film interdit aux moins de 16 ans en France.

## Distribution
- Thorsten Flinck : Rickard
- Björn Almroth : Eric
- Sanna Bråding : Tess
- Goran Marjanovic : Geko